# Azul Cargo Express
A Azul Cargo Express é uma companhia aérea de cargas domésticas pertencente a Azul Linhas Aéreas, tornando o espaço dos porões vazios de seus voos de passageiros em espaço útil para o transporte de pequenas encomendas expressas, e depois contando com frota própria.

## A Empresa
A Azul Cargo surgiu com a ideia de fazer entregas de pequenas encomendas, com serviço VIP e entrega a domicílio. A Azul Cargo pretende ter uma boa pontualidade e regularidade em seus voos de encomendas.
Tais qualidades, somadas a malha de voos da Azul, interligando sem escalas Aeroporto Internacional de Campinas, aos demais destinos já atendidos, com confiabilidade nas remessas de cargas e documentos urgentes.
Em Julho de 2018, a companhia recebeu sua primeira aeronave inteiramente dedicada ao transporte de cargas, sem a necessidade do transporte das encomendas no espaço restante de porões das outras aeronaves.

a Azul começa a operar a Azul Cargo em agosto de 2009, como uma divisão destinada a transportar carga aérea de pequenas encomendas, fretando as partes ociosas dos porões das aeronaves nos voos de passageiros, otimizando assim a utilização das aeronaves nos aeroportos de Viracopos, Fortaleza, Salvador e Recife. Em Novembro do mesmo ano, passou a oferecer também o serviço porta a porta de entregas expressas, estabelecendo assim, a sua frota rodoviária.
A Azul Cargo opera diariamente uma rede integrada formada por aeronaves, veículos, sistemas e equipe especial. Esta rede possibilitou a exploração de novos mercados. Em 2014, a Azul Cargo iniciou voos regulares para Fort Lauderdale, Orlando e Lisboa, abrindo novas possibilidades de negócios com o mercado internacional, mas ainda utilizando apenas os porões das aeronaves de passageiros.
Em 10 de abril de 2018, após quase 10 anos operando apenas com pequenas encomendas indo "de carona" nas aeronaves de passageiros, a Azul anunciou um acordo para incorporar duas aeronaves puramente cargueiras em sua frota, modelo Boeing 737-400F, para atender o crescimento acelerado de sua unidade de cargas. A primeira aeronave (de um total de duas aeronaves) foi entregue em Outubro de 2018 . A partir de 2022, a empresa colocou um total de 5 aeronaves Embraer E-195 em serviço, inicialmente adaptadas para o transporte de cargas leves e de pequenas dimensões, sendo carregadas pela porta de passageiros. No futuro, é possível que essas aeronaves sejam convertidas para uma versão completamente configurada para carga, inclusive com a adição de uma porta lateral de carga.

## Azul Conecta Cargo
A Azul Conecta Cargo é a divisão de transporte de cargas da Azul Conecta. A Azul Conecta Cargo dispõe atualmente de 3 aeronaves Cessna 208 Super Cargomaster.

## Lojas

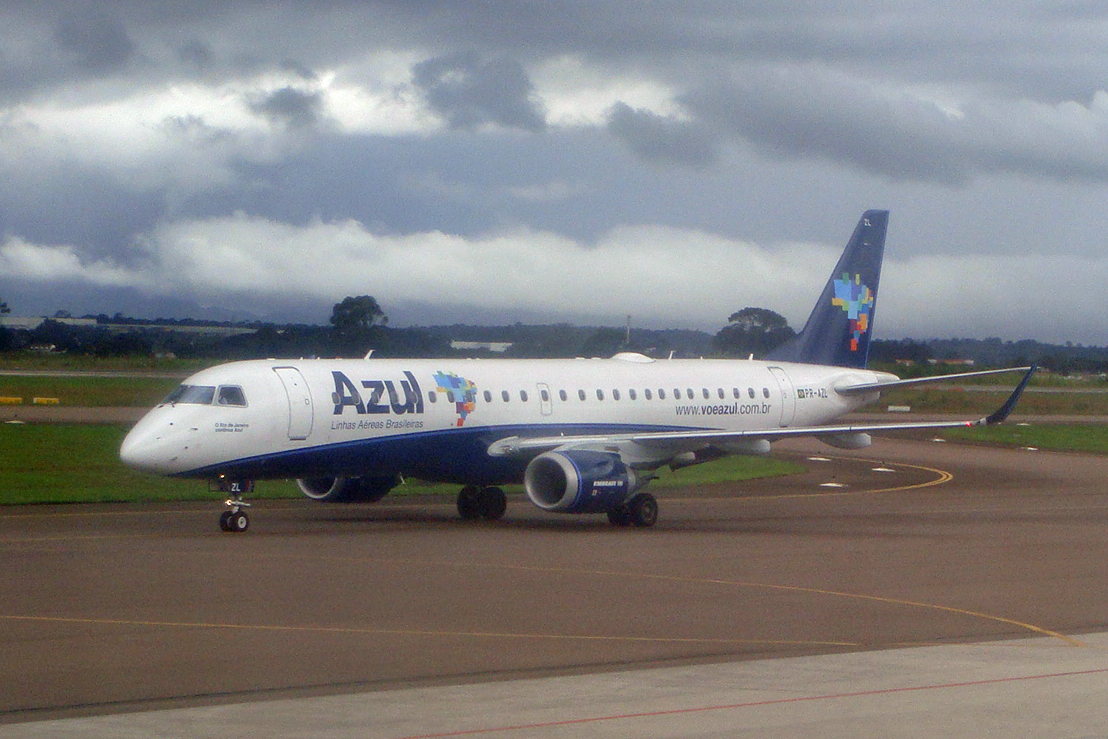
Embraer 190 da companhia.

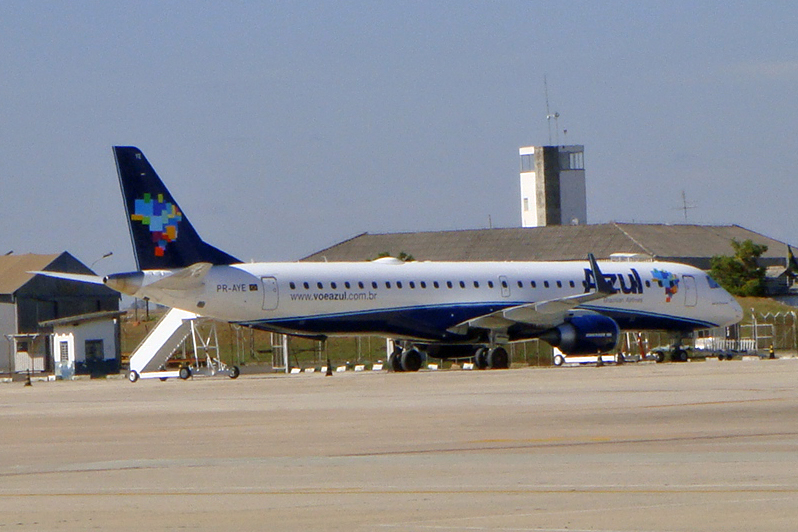
Embraer 195 da companhia.

Em Janeiro de 2023, a Azul Cargo contava com 310 lojas, atendendo mais de 4500 cidades em todo o país.

## Aeronaves
A Azul Cargo utiliza os porões de toda a frota regular da Azul, e da Azul Conecta. Além disso, a empresa conta com uma frota própria, dos modelos Boeing 737, Embraer 190, Cessna 208 (Pertencente à frota da Azul Conecta) e o Airbus 221.
| Aeronave               | Quantidade | Pedidos | Capacidade   | Notas                                                                       |
| ---------------------- | ---------- | ------- | ------------ | --------------------------------------------------------------------------- |
| Boeing 737-400         | 2          | -       | 24 toneladas | Serão devolvidos como parte do programa de recuperação judicial da empresa. |
| Embraer E195F          | 5          | -       | 15 toneladas | Convertido para cargueiro                                                   |
| Cessna 208 Cargomaster | 3          | -       | 1.590 Kg     | Azul Conecta (subsidiária)                                                  |
| Airbus A321P2F         | 2          | -       | 27 Toneladas | -                                                                           |